# El Corralito, Tenejapa
El Corralito är en ort i Mexiko.   Den ligger i kommunen Tenejapa och delstaten Chiapas, i den sydöstra delen av landet, 800 km öster om huvudstaden Mexico City. El Corralito ligger 2 189 meter över havet och antalet invånare är 237.
Terrängen runt El Corralito är huvudsakligen kuperad, men åt nordost är den bergig. Runt El Corralito är det ganska tätbefolkat, med 155 invånare per kvadratkilometer. Närmaste större samhälle är San Cristóbal de las Casas, 15,3 km sydväst om El Corralito. I omgivningarna runt El Corralito växer i huvudsak städsegrön lövskog.